# دوري المؤسسات - بغداد 1951–52
دوري الاتحاد العراقي الدرجة الأولى لمنطقة بغداد 1951–52 هو الموسم الرابع من دوري المؤسسات في بغداد.
انسحب فريق الأمير من المنافسة قبل انطلاق الموسم. لأول مرة شارك فريق المعسكر المدني (CC) من الحبانية في الدوري. في كانون الثاني 1952 تغلب فريق CC على الحرس الملكي بنتيجة 5-2 على ملعب الكشافة مع هاتريك من اللاعب آرام كرم. وفريق CC لعب لاحقًا ضد فريق القوة الجوية الملكية وانتهت المباراة بالتعادل بعد الوقت الإضافي. التقى الفريقان مرة أخرى وفاز القوة الجوية الملكية بالمباراة بنتيجة 5-2.
في نهاية الموسم توج الحرس الملكي بلقب الدوري للمرة الثالثة على التوالي.